# A. Le Coq
A. Le Coq este o berărie estoniană. Compania a fost inființată de Albert Le Coq în Londra în anul 1807, folosind o berărie in Tartu ce a fost înființată în anul 1826. Compania a fost cumpărată în 1997 și este deținută de către Finnish Olvi. Compania produce diferite tipuri de bautură. Cea mai cunoscută bere este A. Le Coq Premium.
Motto-ul companiei este "Asi on maitses", însemnand "Gustul este cel care contează". O melodie a trupei Smilers purtând acest nume este folosită pentru a face publicitate.  